# John Child
John Child (f: Bombay, 4 de febrero de 1690) fue un ciudadano inglés empleado de la Compañía de las Indias Orientales que fue administrador y presidente de las factorías de Rajapur, Surat y Bombay en la India. Fue el primer presidente que tuvo bajo su mando todas las posesiones de la Compañía en la India.
Poco se sabe de su nacimiento y vida en Inglaterra. Antes de cumplir los diez años fue enviado a vivir en la India, bajo el cuidado de su tío de apellido Goodshaw que era el superintendente de la Compañía en la factoría de Rajahpur,  estuvo bajo su cargo ocho años.
En 1680 fue designado agente de la factoría de Surat y en 1681 ascendido a presidente con mando sobre la factoría de Bombay. En 1681 tuvo que enfrentar la insurrección del capitán  Richard Keigwin en Bombay. En 1684 fue nombrado almirante y capitán general de las fuerzas de mar y tierra que la Compañía mantenía en el subcontinente indio. En esa misma época fue designado baronet.
En 1685 fue trasladado de Surat a Bombay y asumió como la autoridad máxima de todas las posesiones que la Compañía de las Indias Orientales tenía en la India. Cumpliendo instrucciones de Londres entró en conflicto con el imperio mogol lo que significó derrotas para la empresa que tuvo que disculparse e indemnizar al emperador mogol. Mientras se trataban estas indemnizaciones, Child falleció 4 de febrero de 1690 en Bombay.
En 1672 contrajo matrimonio con la hija del capitán John Shaxton, comandante de la guarnición de Bombay de la Compañía. Hay opiniones en favor y en contra sobre su carácter y sus actuaciones como jefe.

## Juventud - Traslado a la India - Rajapur
Su familia lo envió a la India antes de cumplir diez años de edad. Estuvo ocho años a cargo de un tío llamado Goodshaw que en ese entonces era el superintendente de la Compañía de las Indias Orientales en la factoría de Rajapur. Child tuvo una actuación decisiva en el juicio por deshonestidad a que fue sometido Goodshaw y que terminó con su destitución. Child lo sucedió en el cargo con mucho éxito.

## Surat - Insurrección en Bombay
En 1680 fue nombrado agente de la factoría de Surat, la que al año siguiente fue elevada al rango de presidencia y por lo tanto Child asumió su presidencia junto a la de un consejo de ocho miembros, uno de los cuales fue autorizado para ejercer como diputado ante el director general de Bombay.
En 1681 el capitán Richard Keigwin, comandante de las tropas de Bombay y miembro del consejo, se amotinó y capturó al diputado y a los consejeros que adherían a él y proclamó que la autoridad de la Compañía de las Indias Orientales en Bombay quedaba nula y que la isla había sido colocada bajo las órdenes y protección del rey de Inglaterra. Child se dirigió a Bombay y trató, sin éxito, de razonar y negociar con los rebeldes. El asunto se resolvió mediante el envío de una nave de guerra que obligó a Keigwin a rendirse bajo la promesa de un perdón.

## Almirante y capitán general - Baronet
En agosto de 1684 fue nombrado almirante y capitán general de las fuerzas de mar y tierra de la Compañía.
En febrero de 1684 o 1685 fue nombrado baronet.

## Bombay - Guerra contra el imperio mogol

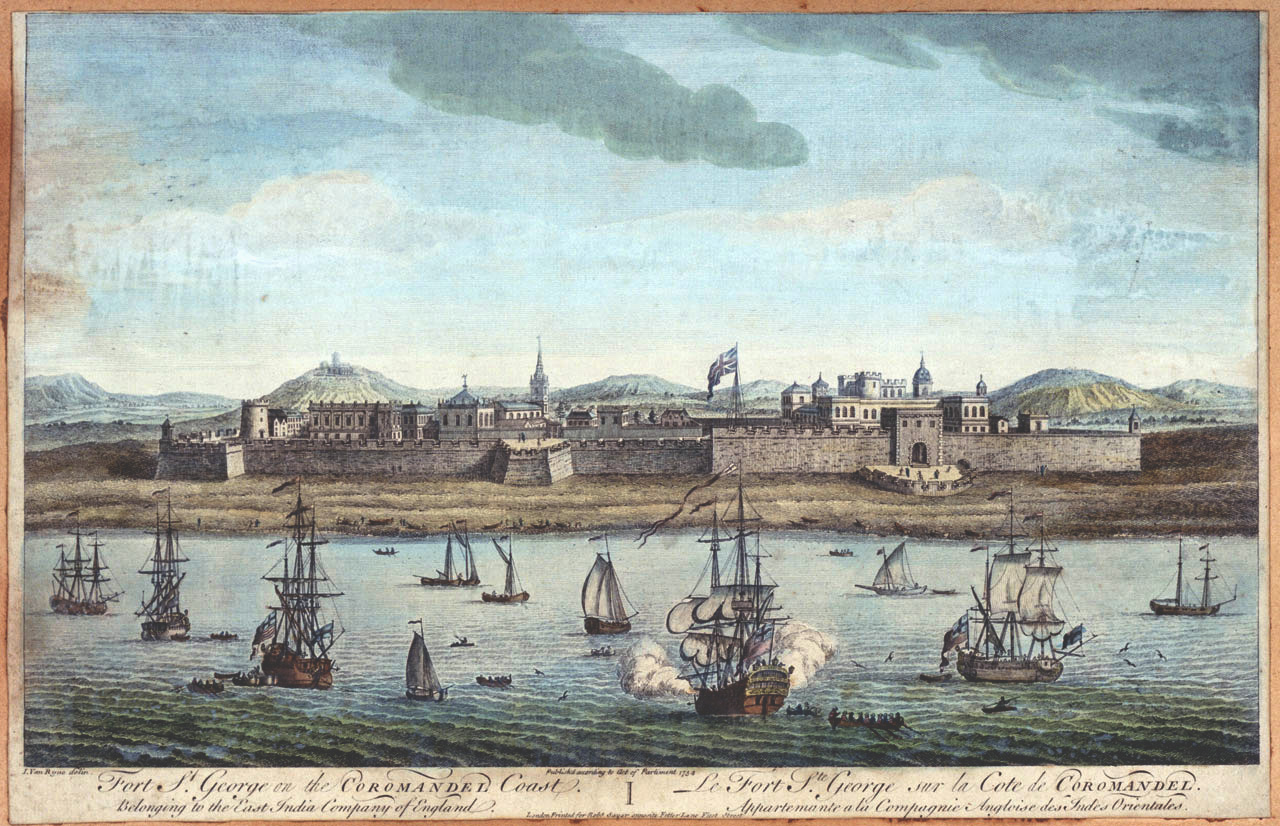
An 18th-century sketch of the fort

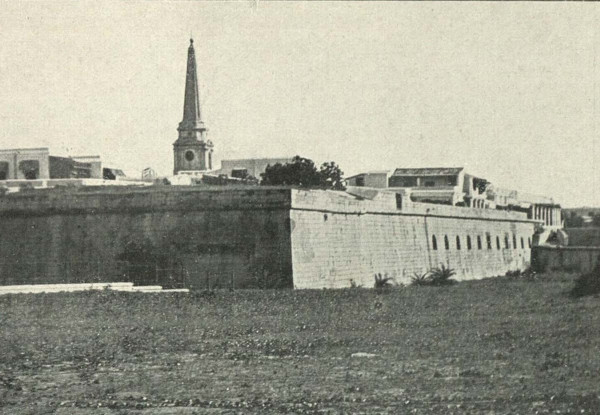
Corner of Fort St. George with cathedral, ca.1905

En 1685 la sede del gobierno de la Compañía fue trasladada de Surat a Bombay. En 1686 fue investido como la autoridad suprema de todas las posesiones de la Compañía en la India, con instrucciones de dirigirse a fuerte St. George y si fuese necesario a Bengala, con el propósito de manejar el conjunto bajo una administración centralizada.
En 1689 la corte de directores de la Compañía decidió que Bombay sería el principal asiento de su comercio y poder en la India para lo cual decidió consolidar su presencia sobre la base de adquirir soberanía territorial con la que negociar con los mogoles y marathas. Fue en cumplimiento de esa política que Child inició las hostilidades contra el emperador de Delhi, las que le trajeron a la Compañía serias dificultades, como tener que pagar una indemnización de 150.000 rupias al emperador mogol, además que se le exigía que Child saliera de la India. Mientras estas materias estaban en etapa de negociación, Child falleció en Bombay el 4 de febrero de 1690.
Durante los próximos diez años, sin embargo, la situación de crisis del imperio mogol aumentó. Un hijo de Aurangzib invadió la India desde Persia con un ejército extranjero; los reinos del sur de la India: el Deccan, Mysore y el Carnatic a penas se mantenían obedientes. Toda esta inestabilidad obligó a los establecimientos extranjeros a depender cada vez más de sus propios recursos para la autodefensa.

## Matrimonio - personalidad
En 1672 se casó con Susannah, hija del capitán John Shaxton, comandante de la guarnición de Bombay de la Compañía de las Indias Orientales. En 1674 estuvo involucrado en el motín de las tropas de Shaxton, pero la Compañía le devolvió su confianza gracias a la influencia de su homónimo Josiah Child, poderoso director general de la Compañía en Londres.
Hay varias opiniones sobre su carácter y actuaciones como hombre público. Un analista de la empresa lo elogia en los siguientes términos: "la precaución y el sentido común con que actuaba John Child bajo circunstancias críticas muestran su alto sentido del deber y preocupación por los intereses de la Compañía"; "por muchos años fue su firmeza e integridad el verdadero defensor de los intereses de la Compañía en la India" y "el único capaz de sacarla de las dificultades en las que estaban involucrados".
Por otra parte hay quien dice de Child: "los director generales de Bombay habían sido tolerablemente buenos hasta que John Child lo echó a perder"; en otra parte dice: "una vez que tuvo el poder en sus manos se volvió más insoportable que nunca". Otro decía: "era totalmente inescrupuloso y tenía pasión por las intrigas".